# Аґуз-Кале (Рудсар)
Аґуз-Кале (перс. اغوزكله) — село в Ірані, у дегестані Сіярстак-Єйлакі, у бахші Рахімабад, шагрестані Рудсар остану Ґілян. За даними перепису 2006 року, його населення становило 17 осіб, що проживали у складі 6 сімей.

## Клімат
Середня річна температура становить 9,61 °C, середня максимальна – 25,31 °C, а середня мінімальна – -7,23 °C. Середня річна кількість опадів – 397 мм.
| Клімат поселення                              | Клімат поселення | Клімат поселення | Клімат поселення | Клімат поселення | Клімат поселення | Клімат поселення | Клімат поселення | Клімат поселення | Клімат поселення | Клімат поселення | Клімат поселення | Клімат поселення | Клімат поселення |
| Показник                                      | Січ.             | Лют.             | Бер.             | Квіт.            | Трав.            | Черв.            | Лип.             | Серп.            | Вер.             | Жовт.            | Лист.            | Груд.            |                  |
| Середній максимум, °C                         | 3,04             | 3,93             | 6,52             | 13,05            | 18,58            | 22,77            | 25,31            | 25,18            | 21,37            | 17,65            | 11,57            | 5,64             |                  |
| Середня температура, °C                       | −2,09            | −1,2             | 1,40             | 7,92             | 13,44            | 17,63            | 20,57            | 20,43            | 16,63            | 12,91            | 6,84             | 0,91             |                  |
| Середній мінімум, °C                          | −7,23            | −6,33            | −3,73            | 2,79             | 8,31             | 12,51            | 15,82            | 15,70            | 11,88            | 8,18             | 2,10             | −3,83            |                  |
| Норма опадів, мм                              | 37               | 41               | 62               | 48               | 39               | 13               | 11               | 9                | 13               | 37               | 42               | 45               |                  |
| Середньомісячна швидкість вітру, м/с          | 1.98             | 2.49             | 2.67             | 2.70             | 2.36             | 2.25             | 2.12             | 1.91             | 1.83             | 1.80             | 2.22             | 1.93             |                  |
| Середньомісячна сонячна радіація, кДж/м²·день | 7814             | 10114            | 12622            | 16571            | 20562            | 23402            | 23251            | 20637            | 17462            | 12615            | 9429             | 7490             |                  |
| --------------------------------------------- | ---------------- | ---------------- | ---------------- | ---------------- | ---------------- | ---------------- | ---------------- | ---------------- | ---------------- | ---------------- | ---------------- | ---------------- | ---------------- |
| Джерело:                                      |                  |                  |                  |                  |                  |                  |                  |                  |                  |                  |                  |                  |                  |